# Caulanthus heterophyllus
Caulanthus heterophyllus là một loài thực vật có hoa trong họ Cải. Loài này được (Nutt.) Payson mô tả khoa học đầu tiên năm 1922 publ. 1923.